# Peter Ericson (musiker)
Ej att förväxla med Peter R. Ericson, som tidigare gett ut skivor under namnet Peter Ericson
Börje Peter Ericson, född 27 april 1966 i Gävle, är en svensk musiker och låtskrivare. 
Peter Ericson var basist och sångare i popbandet Modesty. Han spelade senare bas och sjöng i det svenska dansbandet Boogart som lades ner 2006. Han spelade sedan i dansbandet Shake.
Peter Ericson är far till sångerskan Clara Hagman.